# Balbigny
Balbigny – miejscowość i gmina we Francji, w regionie Owernia-Rodan-Alpy, w departamencie Loara.
Według danych na rok 1990 gminę zamieszkiwało 2415 osób, a gęstość zaludnienia wynosiła 142 osoby/km² (wśród 2880 gmin regionu Rodan-Alpy Balbigny plasuje się na 365. miejscu pod względem liczby ludności, natomiast pod względem powierzchni na miejscu 652.).

## Galeria

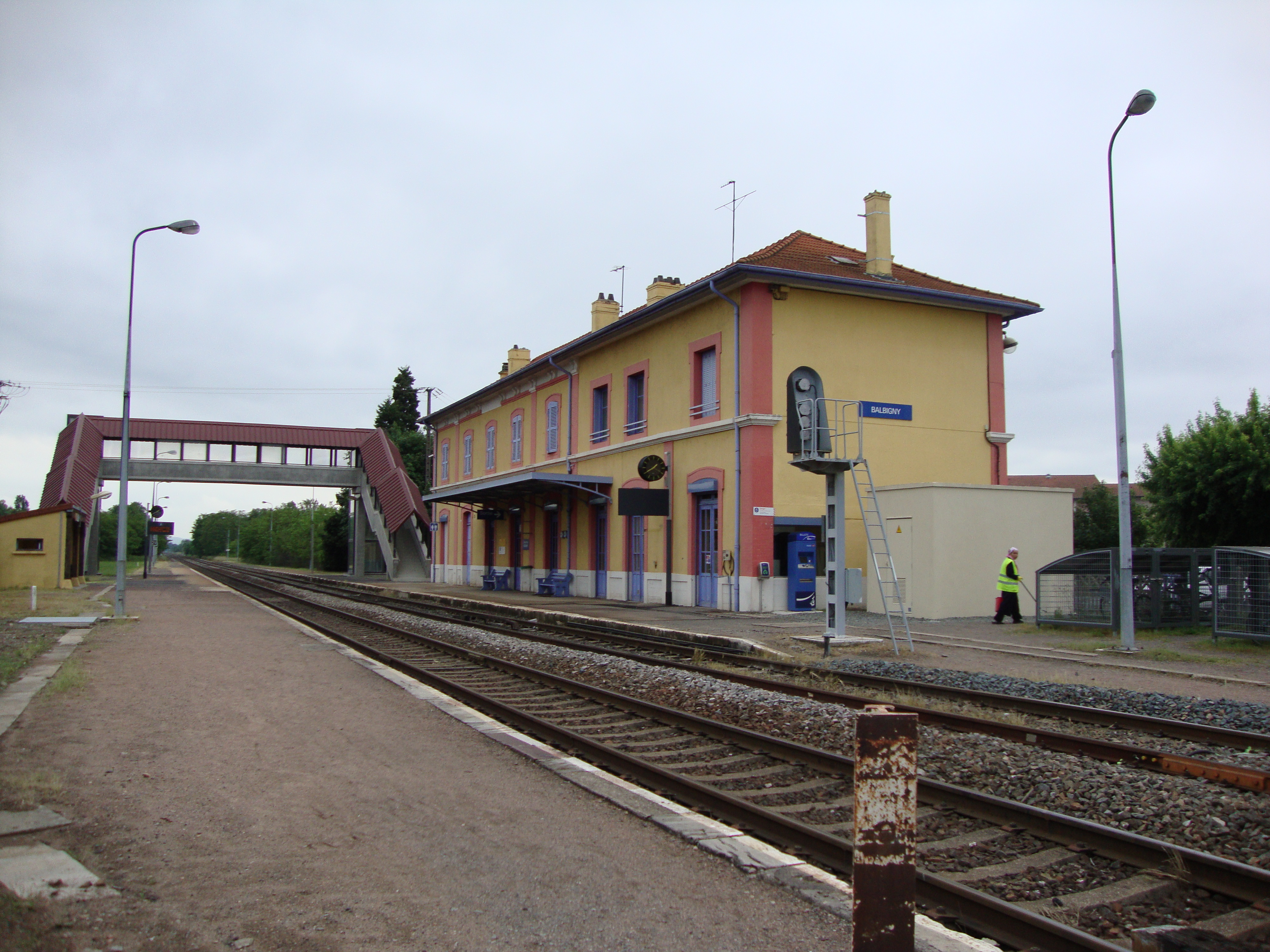
Dworzec kolejowy w Balbigny, 2010
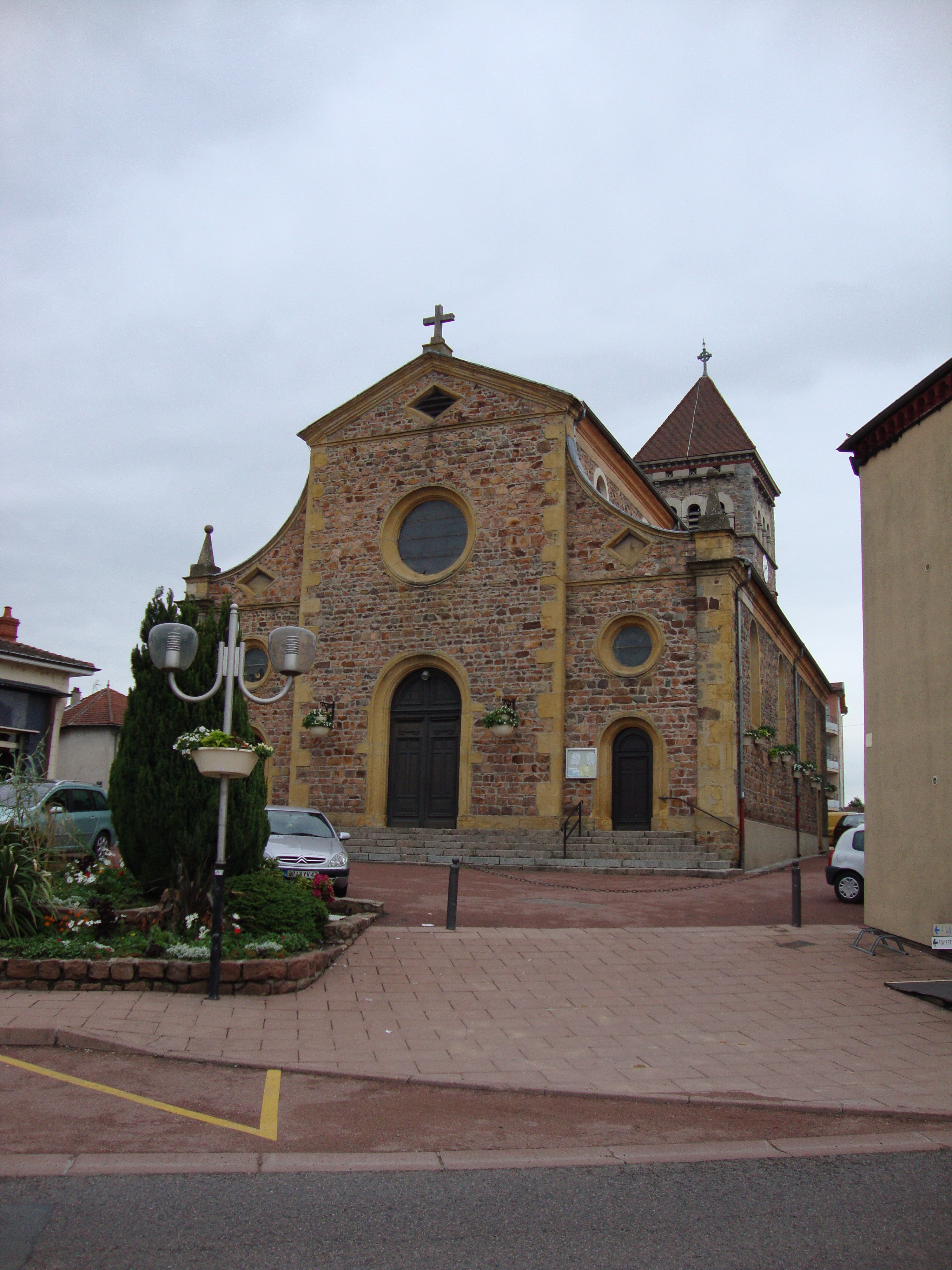
Kościół w Balbigny, 2010
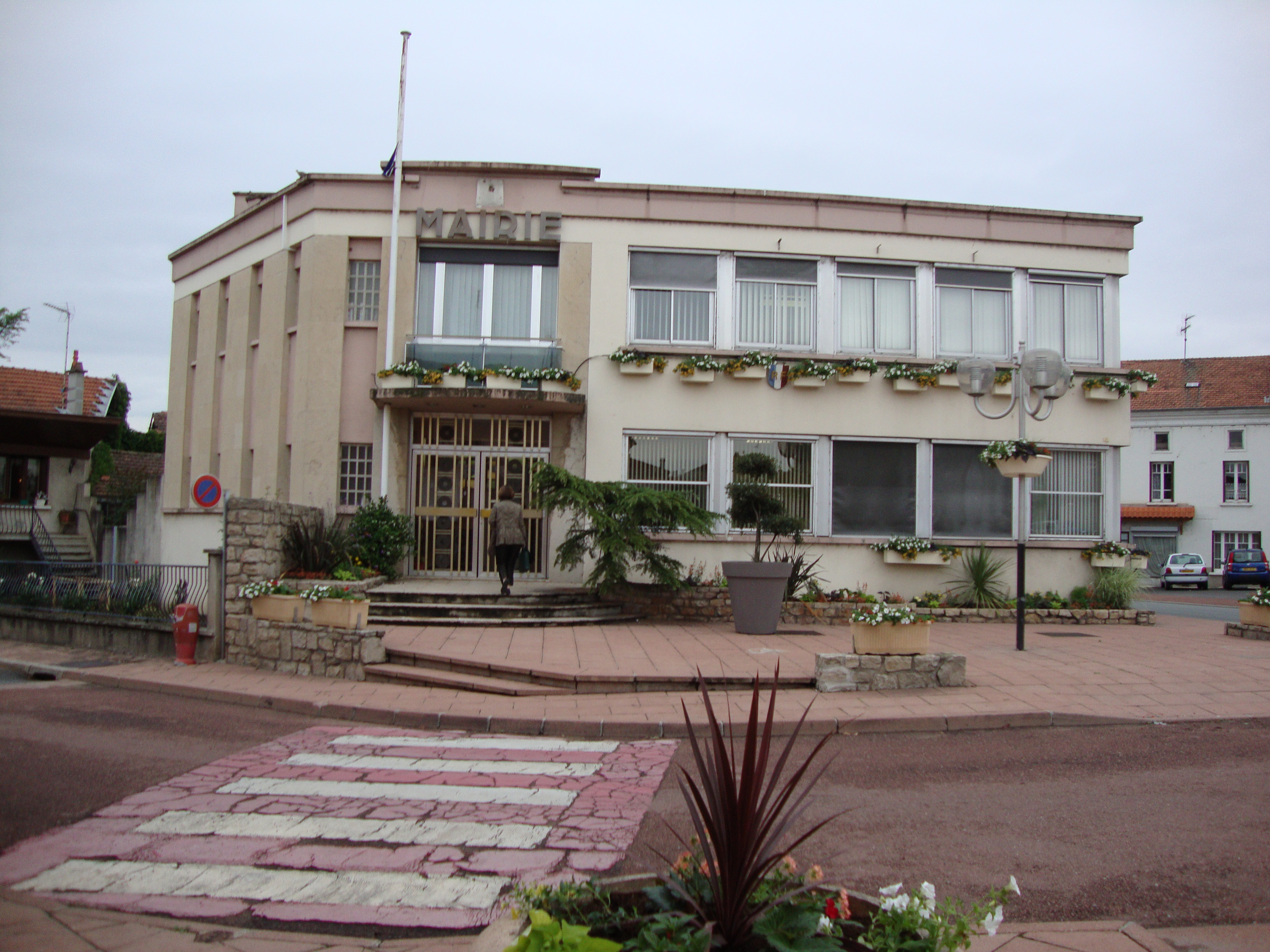
Ratusz w Balbigny, 2010